# ترسا رابال
ترسا رابال (اسپانیایی: Teresa Rabal‎؛ زادهٔ ۵ نوامبر ۱۹۵۲) بازیگر و مجری تلویزیون اهل اسپانیا است.
از فیلم‌ها یا برنامه‌های تلویزیونی که وی در آن نقش داشته است، می‌توان به با وجود همه‌چیز، ویریدیانا، گویا، روایتی از تنهایی و سفید، قرمز و… اشاره کرد.